# Burgert Róbert
Burgert Róbert (Ivánbattyán, 1924. augusztus 20. – Budapest, 1999. január 12.) mezőgazdasági mérnök, a mezőgazdasági tudományok doktora, állami díjas.

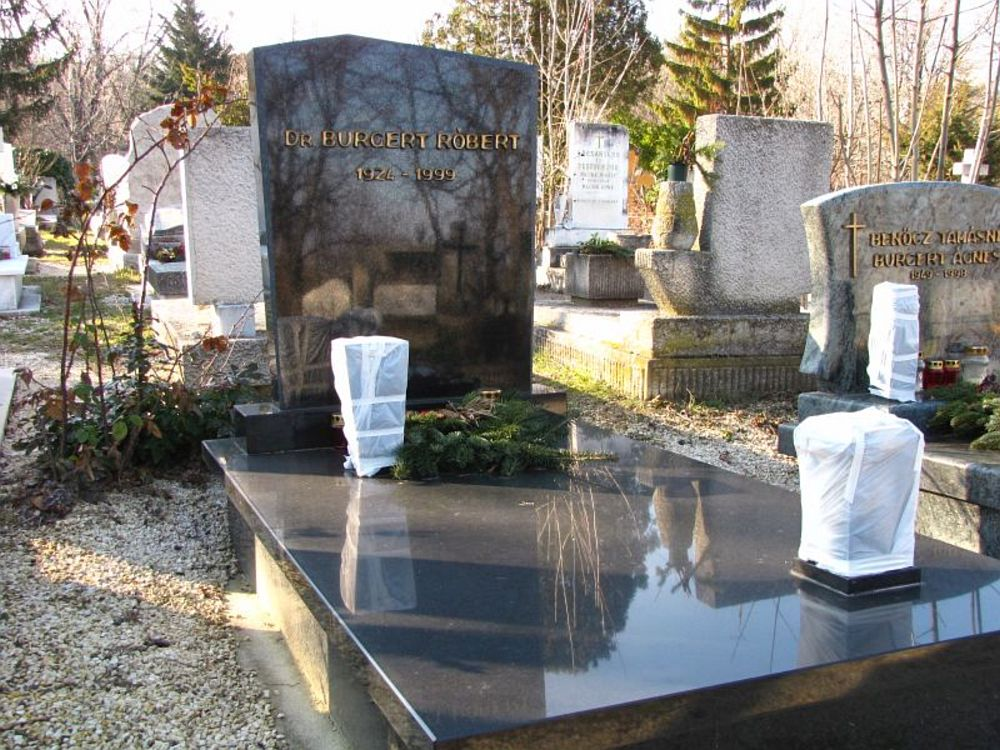
Sírja a Farkasréti temetőben (20/2-1-788).

## Tanulmányok
- Szekszárdi Mezőgazdasági Szakiskola (1942)
- Földművelési Minisztériumban földműves-szövetkezeti tanfolyam (1945)
- Marxizmus-Leninizmus Esti Egyetem (1957)
- Gödöllői Agrártudományi Egyetem (1964)

## Tudományos fokozatok
- A mezőgazdasági tudományok kandidátusa (1967)
- MTA mezőgazdasági tudományok doktora (1985)

## Életpálya
A fürgedi uradalomban gyakornok (1942-1945), a Földművelődésügyi Minisztérium Baranya megyei szervezője, gép- és földművesszövetkezeteket szervezett (1945-1948), a Magyar Országos Szövetkezetek Központja (MOSZK) TSZ-szervezési- és ellenőrzési osztály vezetője (1948-1949). Letartóztatják (1949)-ben. A Pécsi Állami Gazdaság segédagronómusa (1951-1952), főagronómusa (1952-1953), igazgatója (1953-1960), a Bábolnai Állami Gazdaság (1948-tól a Nemzeti Vállalat szavak is szerepelnek a cégnévben) igazgatója (1960-1970), a Bábolnai Állami Gazdaság vezérigazgatója (1971-1972), a Bábolnai Mezőgazdasági Kombinát vezérigazgatója (1973-1990), egyúttal az Állami Gazdaságok Országos Egyesülete igazgatótanácsának elnöke is (1985-1990). A Gödöllői Agrártudományi Egyetem egyetemi tanára (1978-tól). Az Új Kézfogás Közalapítvány kuratóriumának elnöke (1995-től). Tevékenysége nyomán alakult ki a bábolnai iparszerű baromfi-hús-tojás termelési rendszer, kutatási bázist alakított ki, amelynek eredménye új állathibridekben (baromfi, sertés, juh), termelési és biológiai  programokban realizálódott. Kezdeményezésére az iparszerű kukoricatermelésre, korszerű termelésszervezésre alakult meg a II. világháború utáni első amerikai-magyar vegyesvállalat, az Iparszerű Kukoricatermelési Rendszer (Corn Production System Inc.1971.), amelynek utódja a bábolnai IKR Zrt. További közös vállalatok létrehozása is kötődik hozzá; a takarmány kiegészítők (vitaminok, ásványok, gyógyszerek, ...) területén a BCR, a baromfitenyésztés területén a németországi PROTINAS, a gyors-étkeztetésben McDonalds Hungária. Az általa Bábolnán meghonosított ill. bővített gazdasági tevékenység növekvő munkaerő igénye magával hozta a település gyors ütemű fejlődését is. Az Agrármodernizációs Program kidolgozásának vezetője (1995-1998), az Integrált Termelésszervezési Rendszerek (ITR-ek) létrehozásának szervezője.

## Közéleti tevékenység
- FKgP tagja (1945-1948), az MDP (1948) tagja, hamis vádak alapján kizárják az MDP-ből (1951), majd felülvizsgálat után visszaveszik (1954),
- MSZMP alapító tagja (1956. december). A Központi Népi Ellenőrző Bizottság (KNEB, 1958-1969), az MSZMP Központi Bizottság (1966. december 3.-1989. október 6.), a Politikai Intéző Bizottság (PIB 1989. június 24. – október 6.) tagja.
- A privatizációs miniszter tanácsadó testületének elnöke (1995-1998).
- Új Kézfogás Közalapítvány Kuratóriumának elnöke (1995-1998)

## Elismerések, kitüntetések
- Állami-díj I. fokozat (1970) – A hibridbaromfi-tartás, az iparszerű baromfihús- és tojástermelés kialakításában és elterjesztésében, valamint a Bábolnai Állami Gazdaság fejlesztésében elért eredményeiért. Megosztott díj Erdélyi Miklóssal, Szabó Jenővel, Tóth Jánossal.
- Állami-díj (1980) – Tudományos eredményekre épülő, iparszerű mezőgazdasági termelési eljárások bevezetéséért és elterjesztéséért.
- A Magyar Televízió közönségszavazataival az Év Embere (1986)
- Kisebbségekért-díj (1997)
- Bronz mellszobrot állítottak Bábolnán a Bábolna Rt. megbízásából (2003) (Horváth Tibor alkotása)

## Publikációk
- A földművesszövetkezetek feladata a megalakulás után (Földművesszövetkezetek Lapja, 1947)
- A jövedelmezőség útja a Pécsi állami Gazdaságban (Közgazdasági Szemle, 1957.)
- Neue Formen in der Wirtschaftstätigkeit der Staatsgüter der Ungarischen Volksrepublik. (Wirtschaftswissenschaft, 1960.);
- Az üzemvezetés egyes kérdései az állami gazdaságokban. Kandidátusi értekezés is. (Bábolna, 1967.)
- Az iparszerű baromfitartás üzemszervezési problémái. (Állami Gazdaság, 1970.)
- A bábolnai kukoricaiparról. (Bábolna, 1973.)
- Tanulmányút az Egyesült Államokban (Bábolna 1973.)
- Termelési Rendszerek műszaki fejlesztése. GATE-jegyz. (Gödöllő.1977.; 2. kiad. 1979.)
- A bábolnai iparszerű termelési rendszerekről. Doktori  értekezés. (Bábolna, 1984.)
- Az Iparszerű Kukoricatermelési Rendszer születése Bábolnán (Bábolna 200 éves. Bp.1989.
- Integrált Termelésszervezési Rendszerek (ITR Hírek. Bp. 1996, 1997, 1998.)

## jegyzetek
1. ↑  https://epa.oszk.hu/00000/00003/00030/adattar.html
2. ↑  https://epa.oszk.hu/00000/00003/00030/nevmutato.html
3. ↑  Bábolna tények és adatok 1945-1989 I-II.